# 康羅伊 (愛荷華州)
康羅伊（英語：Conroy）是位於美國愛荷華州愛荷華縣的一個人口普查指定地區。

## 人口
根據2010年美國人口普查的數據，康羅伊的面積為1.97平方千米，當中陸地面積為1.97平方千米，而水域面積為0.00平方千米。當地共有人口259人，而人口密度為每平方千米131.47人。